# Tómas Guðmundsson
Tómas Guðmundsson född 6 januari 1901, död 14 november 1983 i Reykjavik, var en isländsk författare, översättare och tidskriftsredaktör.
Tómas var utbildad jurist och arbetade vid statistiska centralbyrån på Island.